# Juniperus communis
Il ginepro comune (nome scientifico Juniperus communis L.) è un piccolo albero o un arbusto perenne, con aghifoglie e sempreverde, con accrescimento lento e molto longevo potendo diventare pluricentenario, dioico, appartenente alla famiglia delle Cupressaceae e al genere Juniperus.

## Descrizione

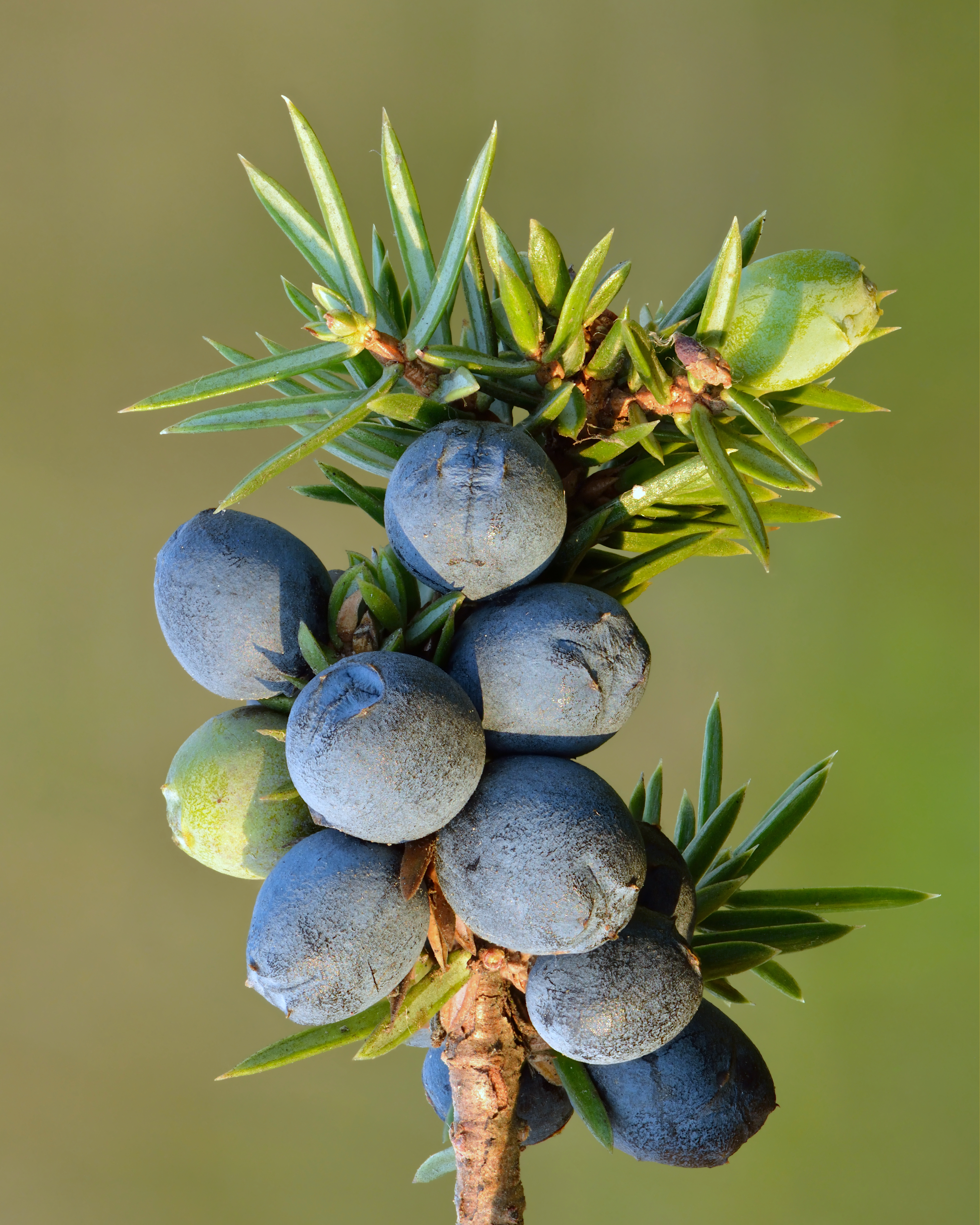

Il ginepro comune è una conifera che cresce in pascoli, boschi e ambienti aridi di montagna, battuti dal vento, fino ai 1500 m s.l.m.. Appare quale arbusto o alberello sempreverde con tronco contorto, alto da 1 a 10 m, con foglie lineari-aghiformi, pungenti, riunite in verticilli di 3. La pianta è una Gimnosperma, quindi non produce né fiori né frutti; è anche dioica, cioè porta organi riproduttivi (strobili) unisessuali in due piante diverse. La pianta femminile produrrà delle strutture erroneamente chiamate "bacche", che non sono frutti ma strobili seminiferi più correttamente chiamate "coccole". Gli strobili maschili sono piccoli coni cilindrici-ovoidali di colore giallastro producenti gametofiti protetti in grani di polline. Quelli femminili appaiono come piccoli coni di colore verdastro. 
L'impollinazione avviene quando un grano di polline atterra su di uno strobilo femminile; essendo dioica ci vogliono due piante diverse perché questo avvenga. La pianta femminile produce in ogni caso le cosiddette bacche. I semi maturano nell'autunno successivo all'impollinazione e sono racchiusi in un cono di colore brunastro chiamato galbulo (che però è più propriamente il nome dello strobilo seminifero legnoso del cipresso); squamoso e pruinoso, è composto da 4 squame carnose saldate tra loro contenenti da 1 a 3 semi angolosi ricchi di un olio essenziale aromatico. Per il loro aspetto i coni sono facilmente scambiati per bacche e dunque volgarmente chiamati "bacche di ginepro". Sono ampiamente apprezzati per le loro doti aromatiche.

## Usi

### Uso alimentare
Le cosiddette bacche o coccole sono largamente utilizzate tanto in cucina quanto in liquoreria. In cucina sono aroma indispensabile per la cacciagione e, spesso, per vari arrosti. Distillati sono l'ingrediente caratterizzante del gin, se ne ricavano inoltre vini e liquori aromatici e una grappa al ginepro, lasciando in infusione nella grappa una manciata di coccole (circa 50 g. per un litro). 

### Fitoterapia
Il Juniperus communis è una pianta officinale.
Nelle coccole è presente un'alta percentuale di olio essenziale, che contiene mircene, sabinene, pinene alfa e beta, 1,4-cineolo, 1-terpinen-4-olo, canfene, thujene, thujopsene, limonene, borneolo, geraniolo e cadinene. Inoltre sono presenti Acidi diterpenici: acido communico, acido torulosico, acido isopimarico, acido sandaracopimarico.
Il terpinen-4-olo ed altri diterpeni dell'olio stimolano l'epitelio renale secernente, conferendo proprietà diuretica volumetrica. In caso di infezione delle vie urinarie basse, inoltre, essi fungono da batteriostatici verso stafilococco aureo, streptococco piogeno, Escherichia coli e Salmonella typhi.
Un'altra serie di principi attivi è costituita di Flavonoidi: tannini, juniperosidi, apigenina, rutina, ipolaetina-7-pentoside, gossipetina-glucopentoside, quercitrina. A questa componente della pianta si attribuiscono le proprietà antiossidanti, ipoglicemizzanti ed eupeptiche, che ne giustificano l'impiego popolare in caso di diabete e coliche intestinali.
Nella tintura usata esternamente, questi composti conferiscono potere antinfiammatorio in caso di nevralgie o dolori reumatici. L'altra componente viene assegnata al pinene, che è stato scoperto inibire in vitro la sintesi di alcune citochine infiammatorie a livello delle cellule della cartilagine umana o condrociti.
I preparati di ginepro non devono essere usati in caso di:
- infiammazione delle alte vie urinarie
- gravidanza ed allattamento
- insufficienza renale grave.

Nella medicina tradizionale delle Alpi Occidentali, le bacche di ginepro comune servono per preparare una marmellata amara chiamata dzenevrà, termine derivante dal nome di questa pianta in patois valdostano, dzenévro., con funzioni diuretica, carminativa, antispastica e antisettica. Nell'alta valle del Lys, questo rimedio naturale è chiamato räcketrò o z'reckelti nei due dialetti locali della lingua walser (il titsch e il töitschu, rispettivamente).

### Altri usi
Il legno di ginepro, dal colore rosso e dal tipico odore resinoso, viene impiegato per lavori di intaglio e per suffumigi contro i dolori reumatici. La pianta è coltivata come pianta ornamentale in parchi e giardini; in particolare il ginepro è stato usato con successo per creare siepi di confine, perché grazie alle foglie pungenti, che con la crescita formano un fitto intreccio, costituisce un'ottima barriera difensiva. Si
pensa che derivi da questa caratteristica l'espressione idiomatica "cacciarsi in un ginepraio", perché da un intrico di piante di ginepro è molto difficile uscire rapidamente e senza danni.